# Begonia berhamanii
Espèce
Begonia berhamanii est une espèce de plantes de la famille des Begoniaceae.
L'espèce fait partie de la section Petermannia. Elle a été décrite en 2001 par Ruth Kiew.

## Répartition géographique
Cette espèce est originaire de Malaisie.